# WTA Elite Trophy 2017 – ženská dvouhra
Ženská dvouhra WTA Elite Trophy 2017 probíhala na počátku listopadu 2017. Do singlové soutěže čuchajského tenisového turnaje nastoupilo dvanáct hráček, které obdržely pozvání od organizátorů po splnění kvalifikačních kritérií. Obhájkyní titulu byla česká tenistka Petra Kvitová, která se na turnaj nekvalifikovala ani přes žádost nezískala divokou kartu. Z turnaje se odhlásily Britka Johanna Kontaová, Světlana Kuzněcovová, Madison Keysová, Serena Williamsová a Dominika Cibulková. Číňance Pcheng Šuaj organizátoři udělili divokou kartu.
Vítězkou se stala 29letá sedmá nasazená Němka Julia Görgesová, jež ve finále zdolala americkou turnajovou dvojku Coco Vandewegheovou po dvousetovém průběhu 7–5 a 6–1. V probíhající sezóně si po říjnovém triumfu na Kremlin Cupu připsala druhé turnajové vítězství, které představovalo čtvrtý singlový titul na okruhu WTA Tour a první ze závěrečných událostí. Sérii neporazitelnosti prodloužila na devět zápasů a bodový zisk ji v následném vydání žebříčku WTA posunul na nové kariérní maximum, když jí patřila 14. příčka. Také 25letá Vandewegheová postoupila na osobní žebříčkový vrchol, když po turnaji premiérově figurovala v elitní světové desítce na 10. místě.

## Nasazení hráček
1. Kristina Mladenovicová (základní skupina, 80 bodů, 42 500 USD)
2. Coco Vandewegheová (finále, 440 bodů, 372 100 USD)
3. Sloane Stephensová (základní skupina, 80 bodů, 42 500 USD)
4. Anastasija Pavljučenkovová (základní skupina, 160 bodů, 118 800 USD)
5. Anastasija Sevastovová (semifinále, 240 bodů, 212 100 USD)
6. Jelena Vesninová (základní skupina, 80 bodů, 42 500 USD)
7. Julia Görgesová (vítězka, 700 bodů, 673 300 USD)
8. Angelique Kerberová (základní skupina, 80 bodů, 42 500 USD)
9. Ashleigh Bartyová (semifinále, 240 bodů, 212 100 USD)
10. Magdaléna Rybáriková (základní skupina, 160 bodů, 118 800 USD)
11. Barbora Strýcová (základní skupina, 160 bodů, 118 800 USD)
12. Pcheng Šuaj (základní skupina, 160 bodů, 118 800 USD)

## Soutěž
| Legenda                                                       |                                                                        |                                                   |
| - Q – kvalifikant - WC – divoká karta - LL – šťastný poražený | - Alt – náhradník - SE – zvláštní výjimka - PR/SR – žebříčková ochrana | - w/o – bez boje - r – skreč - d – diskvalifikace |

### Finálová fáze
|  | Semifinále | Semifinále             | Semifinále      | Semifinále | Semifinále |                 |                    | Finále | Finále | Finále | Finále | Finále |
|  |            |                        |                 |            |            |                 |                    |        |        |        |        |        |
|  | 2          | Coco Vandewegheová     | 6               | 6          |            |                 |                    |        |        |        |        |        |
|  | 9          | Ashleigh Bartyová      | 3               | 3          |            |                 |                    |        |        |        |        |        |
|  | 9          | Ashleigh Bartyová      | 3               | 3          |            | 2               | Coco Vandewegheová | 5      | 1      |        |        |        |
|  |            |                        |                 |            |            | 2               | Coco Vandewegheová | 5      | 1      |        |        |        |
|  |            | 7                      | Julia Görgesová | 7          | 6          |                 |                    |        |        |        |        |        |
|  | 7          | 7                      | Julia Görgesová | 7          | 6          | Julia Görgesová | 6                  | 6      |        |        |        |        |
|  | 7          |                        |                 |            |            | Julia Görgesová | 6                  | 6      |        |        |        |        |
|  | 5          | Anastasija Sevastovová | 3               | 3          |            |                 |                    |        |        |        |        |        |

### Azalková skupina
|     |                        | Mladenovicová      | Görgesová     | Rybáriková         | Zápasy | Sety        | Hry          | Pořadí |
| 1.  | Kristina Mladenovicová |                    | 2–6, 6–7(4–7) | 5–7, 6–1, 6–7(5–7) | 0–2    | 1–4 (20 %)  | 25–28 (47 %) | 3.     |
| 7.  | Julia Görgesová        | 6–2, 7–6(7–4)      |               | 6–1, 7–6(7–5)      | 2–0    | 4–0 (100 %) | 26–15 (63 %) | 1.     |
| 10. | Magdaléna Rybáriková   | 7–5, 1–6, 7–6(7–5) | 1–6, 6–7(5–7) |                    | 1–1    | 2–3 (40 %)  | 22–30 (42 %) | 2.     |

### Bugenvileová skupina
|        |                    | Vandewegheová | Vesninová     | Pcheng        | Zápasy | Sety       | Hry          | Pořadí |
| 2.     | Coco Vandewegheová |               | 6–3, 6–2      | 3–6, 6–3, 6–2 | 2–0    | 4–1 (80 %) | 27–16 (63 %) | 1.     |
| 6.     | Jelena Vesninová   | 3–6, 2–6      |               | 2–6, 0–1skreč | 0–2    | 0–4 (0 %)  | 5–12 (29 %)  | 3.     |
| 12./WC | Pcheng Šuaj        | 6–3, 3–6, 2–6 | 6–2, 1–0skreč |               | 1–1    | 3–2 (60 %) | 11–15 (42 %) | 2.     |

### Kaméliová skupina
|     |                        | Stephensová | Sevastovová | Strýcová | Zápasy | Sety        | Hry          | Pořadí |
| 3.  | Sloane Stephensová     |             | 5–7, 3–6    | 0–5skreč | 0–2    | 0–4 (0 %)   | 8–13 (38 %)  | 3.     |
| 5.  | Anastasija Sevastovová | 7–5, 6–3    |             | 6–3, 6–4 | 2–0    | 4–0 (100 %) | 25–15 (63 %) | 1.     |
| 11. | Barbora Strýcová       | 5–0skreč    | 3–6, 4–6    |          | 1–1    | 2–2 (50 %)  | 7–12 (37 %)  | 2.     |

### Růžová skupina
|    |                            | Pavljučenkovová | Kerberová     | Bartyová | Zápasy | Sety        | Hry          | Pořadí |
| 4. | Anastasija Pavljučenkovová |                 | 6–3, 3–6, 6–2 | 4–6, 1–6 | 1–1    | 2–3 (40 %)  | 20–23 (47 %) | 2.     |
| 8. | Angelique Kerberová        | 3–6, 6–3, 2–6   |               | 3–6, 4–6 | 0–2    | 1–4 (20 %)  | 18–27 (40 %) | 3.     |
| 9. | Ashleigh Bartyová          | 6–4, 6–1        | 6–3, 6–4      |          | 2–0    | 4–0 (100 %) | 24–12 (67 %) | 1.     |